# 方叶垂头菊
方叶垂头菊（学名：Cremanthodium principis），为菊科垂头菊属下的一个植物种。